# Pe (字母)
Pe是许多闪米特字母表中的第十七个字母，包括腓尼基字母、亚兰字母、希伯来字母‎（pei）以及阿拉伯字母‎。
在大多数闪米特语言中，该字母的发音为/p/。不过它在阿拉伯语中的发音则是/f/。
腓尼基字母还演变为了希腊字母Π、拉丁字母P以及西里尔字母П。